# Sinia
Sinia is een geslacht van vlinders van de familie van de Lycaenidae. Soorten van dit geslacht komen voor in Oost-Azië.

## Soorten
- S. divina (Fixsen, 1887)
- S. lanty (Oberthür, 1886)
- S. leechi (Forster, 1940)